# Fifth Third Center
Ne doit pas être confondu avec le Fifth Third Center de Cleveland
Le Fifth Third Center appelée anciennement Financial Center est un gratte-ciel de bureaux construit à Nashville dans le Tennessee en 1986. Jusqu'en 1994 et la construction du Bell South Building (aujourd'hui le AT&T Building), c'était le plus haut immeuble du Tennessee.
En 2024 il fait encore partie des dix plus hauts gratte-ciel de Nashville.
Son architecte est l'agence est Kohn Pedersen Fox.
L'immeuble est très marqué par le style post-moderne et s'inspire en partie de l'architecture de Nashville.